# Muara Pangi
Muara Pangi is een bestuurslaag in het regentschap Merangin van de provincie Jambi, Indonesië. Muara Pangi telt 858 inwoners (volkstelling 2010).